# Ремнант, Скотт Джеймс
Скотт Джеймс Ремнант (родился 18 июля 1980) — инженер-разработчик программного обеспечения с открытым исходным кодом. Скотт долгое время был разработчиком Debian до 2006 года и работал «менеджером разработчиков Ubuntu» над дистрибутивом Ubuntu Linux в компании Canonical Ltd. В настоящее время он работает в Google в качестве технического руководителя по системам Bluetooth.

## Карьера
- Руководил юмористическим сайтом Linux Segfault.org.[3]
- Будучи разработчиком Debian, Скотт поддерживал несколько важных пакетов, в частности libtool и dpkg.
- Является автором системы инициализации Upstart.
- Разработал систему агрегации веб-блогов Planet.
- Входил в состав Технического совета Ubuntu до октября 2011 года.

## Личная жизнь
Скотт — открытый гей, и считает, что важно открыто говорить об этом, чтобы поддержать других в сообществе открытого программного обеспечения.